# Мокруховые
Мокру́ховые, или гомфи́диевые (лат. Gomphidiaceae) — семейство грибов из отдела базидиомикота, представленное немногочисленными видами микоризных грибов.

## Морфология
Плодовые тела, как правило, мясистые, крупные или средней величины, покрыты слизью.
Шляпка выпуклая, очень липкая, беловатая или серая, связана с ножкой слизисто-паутинистым частным покрывалом, образующим на ней слизистое, впоследствии неясное кольцо.
Пластинки толстые, тупые, восковидной консистенции, редкие, вильчато-разветвлённые, первоначально светлые, сероватые или пурпурно-коричневые, позже чернеющие.
Споры тёмно-бурые, в массе почти чёрные, веретеновидные.
Наиболее известны два рода — Мокруха (Gomphidius) и Хроогомфус (Chroogomphus). Все виды этих родов — микоризообразователи с хвойными деревьями, что и определяет их ареал. Исследователями описано около 20 видов семейства, из них в России встречается до восьми. Грибы всех видов Gomphidiaceae съедобны, но низкого качества.